# 13057 Йорґенсен
13057 Йорґенсен (13057 Jorgensen) — астероїд головного поясу, відкритий 13 листопада 1990 року.
Тіссеранів параметр щодо Юпітера — 3,313.